# Island Records
Island Records ist ein Musiklabel und bildet einen Teil der Island Def Jam Music Group. Diese gehört heute zur Universal Music Group, ihrerseits ein Tochterunternehmen von Vivendi (bis 2006 Vivendi Universal).

## Geschichte
Island Records wurde 1959 von Chris Blackwell auf Jamaika gegründet. Da auf dem damaligen Independent-Label ursprünglich nur jamaikanische Musik verlegt werden sollte, wurden schnell Sublabels wie Surprise Records, Sue Records, Jump Records, Black Swan Records und Aladdin Records ausgelagert.
Island Records war eine der wichtigsten Plattenlabels in den 1970er und 1980er Jahren. Schließlich wurde das Label 1989 vom Major-Label PolyGram aufgekauft, fusionierte 1999 mit Def Jam zu Island Def Jam Records und ist über einige Zwischenstationen mittlerweile Eigentum von Vivendi.

## Künstler (Auswahl)
Island Records hat bzw. hatte unter anderem folgende Künstler unter Vertrag:
- +44
- Anthrax
- Aswad
- Avicii
- The B-52s
- Justin Bieber
- Black Uhuru
- Bon Jovi
- Buckwheat Zydeco
- John Cale
- Mariah Carey
- Chikinki
- Gabriella Cilmi
- Cimorelli
- CKY
- Alex Clare
- Jimmy Cliff
- Julian Cope
- The Cranberries
- Taio Cruz
- dEUS
- Aura Dione
- Fefe Dobson
- Nick Drake
- Eddie & the Hot Rods
- Ella Eyre
- Emerson, Lake and Palmer
- Fairport Convention
- Marianne Faithfull
- Fall Out Boy
- Florence + the Machine
- Frankie Goes to Hollywood
- Free
- The Gaslight Anthem
- PJ Harvey
- Angel Haze
- Hoobastank
- Ben Howard
- If
- Jessie J
- Jet Black Stare
- Jethro Tull
- Nick Jonas
- Grace Jones
- Keane
- The Killers
- King Sunny Adé
- Ladyhawke
- Bob Marley & The Wailers
- John Martyn
- McFly
- Shawn Mendes
- Mumford & Sons
- My Excellence
- Robert Palmer
- Mica Paris
- Poppy
- Psy
- Queen
- Quintessence
- Robyn
- Roxy Music
- Sabrina Carpenter
- Saliva
- scarlxrd
- Sharks
- The Slits
- Sparks
- Spring King
- Cat Stevens (heute Yusuf Islam)
- Sugababes
- Sum 41
- Third World
- Thrice
- Thursday
- Traffic
- The Triffids
- U2
- Ultravox
- The Upsetters
- Utada
- Tom Waits
- Wallis Bird
- Was (Not Was)
- Robbie Williams
- Amy Winehouse
- Steve Winwood